# 万子营清真寺

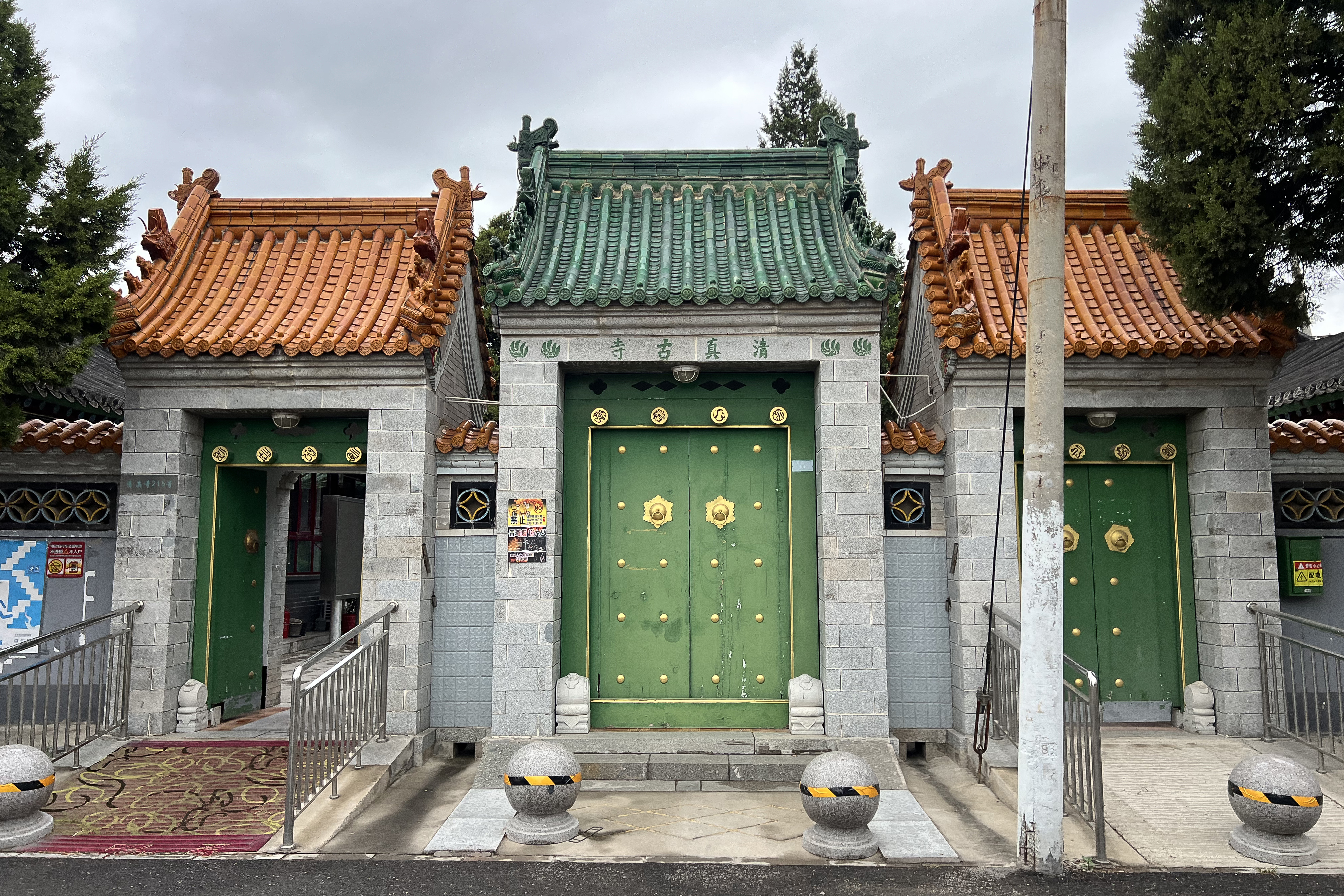
万子营清真寺（2024年10月摄）

万子营清真寺，位于北京市朝阳区黑庄户乡万子营村（京沈高速公路南），是一座伊斯兰教清真寺。

## 简介
万子营清真寺始建于清朝乾隆年间，民国时期扩建，20世纪80年代后期进行修缮。1981年重建后窑殿，1995年增建南配房作为女礼拜殿。2001年再次修缮。
万子营清真寺坐东朝西。山门为硬山筒瓦，大式调大脊，北侧有一角门。礼拜殿面阔三间，进深四间，共十二间。勾连搭硬山筒瓦调大脊筒瓦。北配房面阔三间，进深一间，筒瓦屋面，南北耳房各两间，小式合瓦。前廊院中的东南角有一眼古井。